# Bira (cratera)
Bira é uma cratera marciana. Tem como característica 2.9 quilômetros de diâmetro. Deve o seu nome a Bira, uma localidade da Rússia.